# Gifford (East Lothian)
Gifford ist eine Ortschaft in der schottischen Council Area East Lothian. Sie liegt rund sieben Kilometer südlich von Haddington und 18 Kilometer südwestlich von Dunbar vor der Westflanke der Lammermuir Hills. Durch die Ortschaft fließt das Gifford Water, das über das Colstoun Water in den Tyne entwässert.

## Geschichte
Im 13. Jahrhundert erhielt Baron Hugh de Giffard (auch Hugo de Gifford) die Ländereien von Yester. Sie verblieben bis Mitte des 20. Jahrhunderts im Besitz seiner Nachfahren. Im späten 13. Jahrhundert wurde dort die Festung Yester Castle errichtet, die heute noch in Fragmenten erhalten ist. 1421 wurde in der Nähe des Dorfes Yester das Kollegiatstift St Bothan’s Chapel hinzugefügt. Mit der Errichtung des Herrenhauses Yester House und der Umgestaltung des Anwesens wurde Yester in den 1700er Jahren verlegt, wodurch das heutige, nach der Herrenfamilie benannte Gifford entstand. Durch Heirat verquickte sich die Geschichte der Ländereien mit dem politisch einflussreichen Clan Hay.
Die neue Ortschaft entwickelte sich als Standort von Textil- und Papiermühlen. Die Papiermühle, die in den 1770er Jahren geschlossen wurde, stellte Banknoten der Bank of Scotland her. Jährlich wurden drei Märkte abgehalten, am letzten Dienstag im März, am dritten Dienstag im Juni sowie am ersten Dienstag im Oktober. Zu der in den 1710er Jahren erbauten Yester Parish Church gesellte sich nach deren Abspaltung von der Church of Scotland eine Kirche der Free Church of Scotland.
Im Laufe des 19. Jahrhunderts sank die Einwohnerzahl von 458 im Jahre 1831 innerhalb von 50 Jahren auf 382 ab. Während 1961 in Gifford 474 Personen registriert wurden, zählte es 2001 schon 688 Einwohner. Im Rahmen der Zensuserhebung 2011 wurde die Einwohnerzahl auf 763 bestimmt. Als bekanntester Sohn von Gifford ist John Witherspoon zu nennen, der nach seiner Emigration zu den Unterzeichnern der Unabhängigkeitserklärung der Vereinigten Staaten gehörte.

## Verkehr
In einer dünnbesiedelten, ländlichen Region gelegen mündet in Gifford die B6369 in die B6355. Diese schließen die Ortschaft an die Fernverkehrsstraßen A1 (London–Edinburgh) und A199 (Musselburgh–West Barns) im Norden sowie die A68 (Darlington–Dalkeith) im Westen an. Im 19. Jahrhundert führte eine Stichbahn bis Gifford. Bestrebungen diese über Garvald bis zur East Coast Main Line zu erweitern, wurden nicht realisiert. Infolge der geringen Auslastung der Strecke, wurde der Passagierverkehr 1933 eingestellt.